# 與元九書
《與元九書》是唐朝詩人白居易於815年寫給好友元稹討論文學的長信。信中闡述「文章合爲時而著，歌詩合爲事而作」的創作理念，在文學史上佔有重要的地位。

## 創作背景
《與元九書》作於815年（唐憲宗元和10年）冬天，該年白居易44歲，被貶為江州司馬。是作者在經歷了青年仕進時期，邁入中年貶謫時期。在這轉折點上，《與元九書》仍正面的以知識份子的身分，對社會的關懷，清楚明白呈現對創作的執著堅持理念。

## 詩歌理論
《與元九書》認為文學有崇高的意義與價值，絕不是一種遊戲的無用的消遣品；它的重要使命，是要補查時政洩導人情。然而自詩經以後，中國的文學漸漸地離開他的使命，而趨於唯美個人浪漫。於是他們便下了改革文學的決心，提出「文章合爲時而著，歌詩合爲事而作」的主張。

## 地位
《與元九書》在中國文學批評史上佔有重要地位。劉大杰認為《與元九書》「在中國過去的文壇，這是一篇最大膽最有力量的文學運動的宣言，在這篇文字裏，他對於往日的古典文學格律文學大膽地批評破壞，同時於新文學又加以理論的建設。杜甫張籍有這種意見，沒有說出來。韓愈柳宗元有這種意見，雖是說出來了，但是說得太含糊太做作，時時夾雜著道統聖賢的不切實的理論，反而使他們的文學主張掩藏了。只有白居易說的又平淺又有條理，使人一望就可領略它的要點。這一篇宣言，可以代表八世紀中葉到九世紀初那將近百年的社會文學運動最成熟的主張。」胡適認為：《與元九書》可以是白居易的現實主義宣言，在文學史上具有重要的地位。然而胡適也認為《與元九書》的理論有過於狹隘的缺陷。